# Estación Delacroix

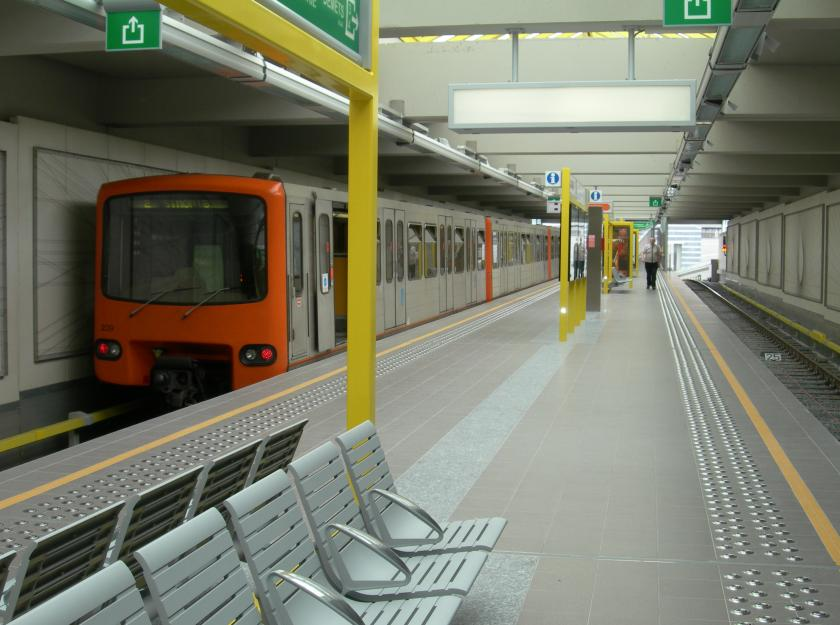
Convoy en los andenes.

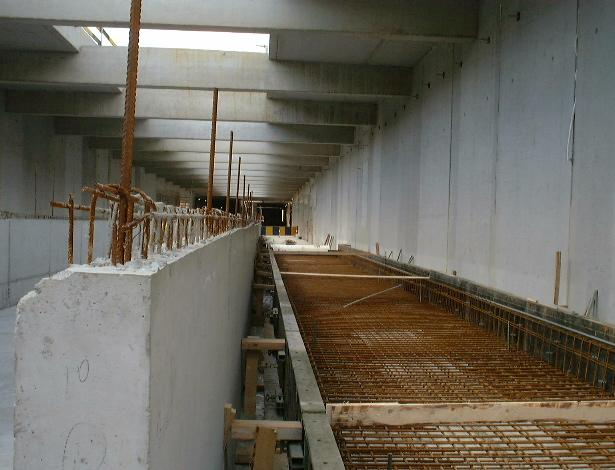
La estación en construcción.

La estación Delacroix es una estación del sistema de metro de Bruselas, y da servicio a las líneas 2 y 6. Fue inaugurada el día 4 de septiembre de 2006, y fue colocada paralelamente a la calle Léon Delacroix (Delacroixstraat), localizada en la municipalidad belga de Anderlecht. El canal Bruselas-Charleroi también está paralelo a la estación. Hasta hace un tiempo, esta estación representaba el término sur de las líneas a las que da servicio.
Las líneas 2 y 6 fueron extendidas hasta Gare de l'Ouest/Weststation, y entraron en funcionamiento con este nuevo recorrido en abril de 2009, momento en el que Delacroix dejó de significar el término y que la línea 2 empezó a tener un diseño circular cerrado.
El nombre de la estación fue tomado del primer ministro belga, Léon Delacroix. Fueron sus numerosos descendientes los que tuvieron el honor de inaugurar el nuevo trazado.